# Liste des maires de Turin
 (août 2020).
Si vous disposez d'ouvrages ou d'articles de référence ou si vous connaissez des sites web de qualité traitant du thème abordé ici, merci de compléter l'article en donnant les références utiles à sa vérifiabilité et en les liant à la section « Notes et références ».

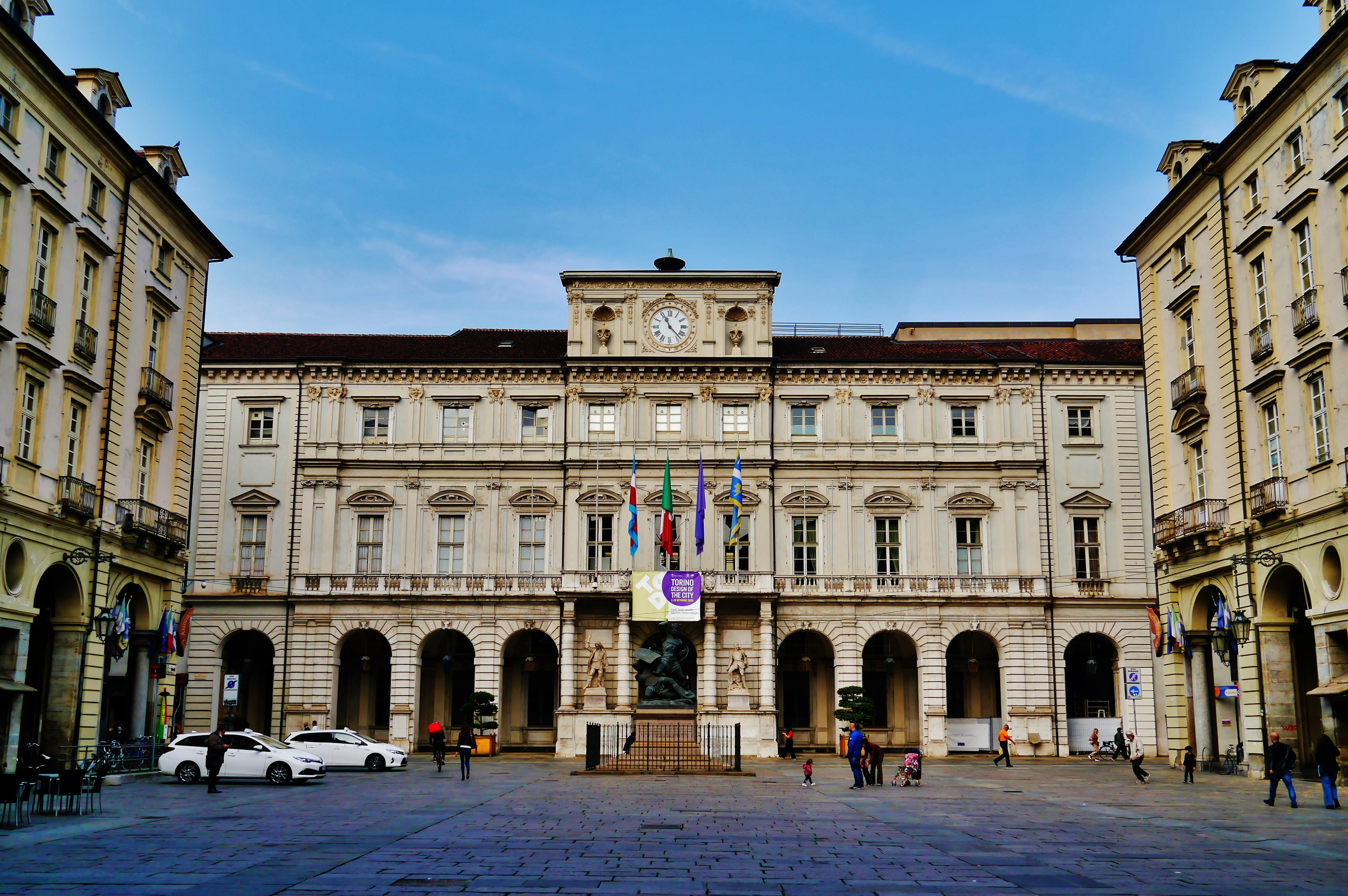
Mairie de Turin

Cette liste comprend les personnes chargées de l'administration civile de Turin, divisé en les maires, les podestats et les commissaires de 1564 à nos jours.

## De1564à1800: les premiers syndics
- 1564: Paolo Nicoló - Lorenzo Nomis - Bernardino Ranzo
- 1565: Giò Pietro Calcagno o Carcagno - Francesco Rusca o Ruschis
- 1566: Giò Antonio Parvopassu - Antonio Ruscazio
- 1567: Leone Richetto - Alessandro Vignati
- 1568: Aleramo Beccuto - Gerolamo Becchio - Filiberto Morandetto - Claudio Calusio
- 1569: Giò Antonio Parvopassu - Agostino Meschiato - Antonio Ruscazio
- 1570: Leone Richetto - Alessandro Vignati
- 1571: Orazio Rosso - Lorenzo Degiorgis
- 1572: Federico Ferrero - Bernardino Ranzo
- 1573: Giò Antonio Parvopassu - Giò Batt. Gratys
- 1574: Leone Richetto - Alessandro Vignati
- 1575: Giò Michele Maletto - Giò Antonio Bellacomba
- 1576: Lorenzo Degiorgis - Alessandro Guerillo
- 1577: Alessandro Vignati - Francesco Chiaretta - Orazio Rosso
- 1578: Giò Agostino Ranotto - Costanzo Filippi
- 1579: Orazio Rosso - Lorenzo Degiorgis
- 1580: Bartolomeo Losa - Agostino Meschiato
- 1581: Donato Famiglia - Alessandro Vignati
- 1582: Giò Batt. Femello o Fernello - Marc'Antonio Magnano
- 1583: Lorenzo Degiorgis - Bartolomeo Losa
- 1584: Cesare Nomis - Donato Famiglia - Giò Pietro Zaffarone
- 1585: Alessandro Vignati - Antonio Antiochia
- 1586: Francesco Chiaretta - Tommaso Longo
- 1587: Bartolomeo Losa - Petrino Rippis
- 1588: Fabrizio Biolato - Petrino Rippis
- 1589: Cesare Nomis - Giò Pietro Zaffarone
- 1590: Bartolomeo Losa - Giò Antonio Gastaudo
- 1591: Marc'Antonio Magnano - Antonio Antiochia
- 1592: Petrino Rippis - Giò Francesco Longo
- 1593: Marc'Antonio Bayro - Rolando Dentis
- 1594: Fabrizio Biolato - Francesco Lodi o Da Lodi
- 1595: Marc'Antonio Magnano - Antonio Antiochia
- 1596: Giò Francesco Chiaretta Alessandro Ruschis - Firmino Galleani
- 1597: Petrino Rippis - Alessandro Ruschis - Giò Pietro Zaffarone
- 1598: Francesco Lodi o Da Lodi - Costantino Richetto
- 1599: Giò Francesco Longo - Fabrizio Dentis - Giò Giacomo Rubino
- 1600: Fabrizio Biolato - Firmino Galleani
- 1601: Bartolomeo Del Ponte - Chiaffredo Vinea
- 1602: Filiberto Barone o Barony - Giò Batt. Cacherano
- 1603: Antonio Girardi - Pietro Calcagno
- 1604: Giò Francesco Longo - Giustiniano Cacherano d'Envie
- 1605: Bartolomeo Del Ponte - Chiaffredo Vinea
- 1606: Giò Pietro Zaffarone - Giò Batt. Gabaleone
- 1607: Fabrizio Biolato - Fabrizio Dentis
- 1608: Antonio Girardi - Alessandro Ruschis
- 1609: Giò Francesco Longo - Giò Bino o Biuno Pietro,
- 1610: Alessandro Solla - Giò Giacomo Rubino
- 1611: Giorgio Degiorgis - Giustiniano Cacherano d'Envie
- 1612: Pietro Calcagno - Domenico Giovanni Trotto
- 1613: Marc'Antonio Bertoglio - Amedeo Cappone - Antonio Gallo
- 1614: Domenico Trotto - Alessandro Ruschis
- 1615: Alessandro Solla - Giò Batt. Ferreri
- 1616: Chiaffredo Vinea - Paolo Conterio - Giulio Cesare Nazero - Andrea Crova
- 1617: Petrino Longo - Paolo Conterio - Giulio Cesare Nazero
- 1618: Giò Francesco Cuneo - Giò Francesco Capris
- 1619: Tommaso Bergiera di Villarbasse - Agostino Meschiato
- 1620: Giò Battista Cinzanotto - Alessandro Guerillo
- 1621: Carlo Della Rovere - Lorenzo Georgis
- 1622: Ottavio Ranotto - Giò Batt. Gabaleone - Cravosio Giò Antonio
- 1623: Domenico Trotto - Giò Francesco Capris
- 1624: Francesco Rolando - Amedeo Cappone
- 1625: Sigismondo Spatis - Giò Batt.T arino
- 1626: Alessandro Solla - Andrea Porro
- 1627: Giò Battista Cinzanotto - Pio Appiano
- 1628: Giò Antonio Bergera - Giacomo Sumo
- 1629: Giovanni Francesco Bellezia - Giovanni Benedetti
- 1630: Francesco Bernardino Mocca - Carlo Discalzo - Giovanni Francesco Bellezia
- 1631: Giò Batt. Beccaria - Amedeo Cappone
- 1632: Lorenzo Guerillo - Francesco Rolando
- 1633: Francesco Ranotto - Ottavio Fontanella
- 1634: Giò Antonio Bergera - Bartolomeo Torazza
- 1635: Gaspare Carcagni - Petrino Gay di Quarti
- 1636: Amedeo Cappone - Ottaviano Ricca o Riva
- 1637: Giacomino Tirio - Sigismondo Spatis
- 1638: Carlo Fossato - Michele Fossa - Ottavio Capris di Cigliè
- 1639: Paolo Ranuccio - Giacomo Gaspare Pansoya - Michele Fossa
- 1640: Aleramo Losa - Antonio Dentis
- 1641: Aimone Conterio o Gonterio - Bartolomeo Torazza
- 1642: Bartolomeo Torazza - Aimone Conterio o Gonterio
- 1643: Alessandro Brocardo - Giò Batt. Beccaria
- 1644: Giò Andrea Alberto - Alessandro Losa
- 1645: Antonio Sola - Ottaviano Ricca o Riva
- 1646: Gaspare Carcagni - Petrino Gay di Quarti
- 1647: Antonio Dentis - Alessandro Vignati di S. Gilio
- 1648: Giò Antonio Lesna - Marc'Andrea Ceveris
- 1649: Lorenzo Nomis - Giò Antonio Lesna - Domenico Rolando
- 1650: Gerolamo Sirio - Bartolomeo Torazza - Cesare Manassero
- 1651: Giulio Balbo - Giuseppe Cravosio
- 1652: Lorenzo Guerillo - Antonio Dentis
- 1653: Aleramo Losa - Lorenzo Guerillo - Giò Andrea Alberto
- 1654: Gaspare Carcagni - Ottaviano Ricca o Riva - Giò Antonio Lesna
- 1655: Secondo Busca - Tommaso Caramelli
- 1656: Bernardino Gastaldo - Giò Batt. Bario
- 1657: Petrino Gay di Quarti - Aleramo Losa
- 1658: Marc'Andrea Ceveris - Lorenzo Borello
- 1659: Carlo Antonio Maialis - Anastasio Germonio
- 1660: Tommaso Caramelli - Felice Leone
- 1661: Marc'Andrea Ceveris - Carlo Martini - Bartolomeo Canera
- 1662: Felice Malletto - Tommaso Crova
- 1663: Aleramo Losa - Giò Antonio Mella
- 1664: Giò Domenico Fenocchio - Federico Nicolis di Robilant
- 1665: Anastasio Germonio - Giò Batt. Ferrero
- 1666: Giò Pietro Discalzo - Secondo Busca
- 1667: Lorenzo Borello - Vittorio Mongrandi
- 1668: Pietro Giacomo Perona - Carlo Arcore
- 1669: Felice Leone - Giò Giacomo Comune
- 1670: Gerolamo Alberto - Bernardino Gastaldo
- 1671: Ottavio Berta - Claudio Bernardino Colomba
- 1672: Biagio Sola - Bartolomeo Corte Cavagnetto
- 1673: Nicoló Mariano o Marignano - Francesco Ranotto
- 1674: Claudio Guerillo - Ottavio Fontanella
- 1675: Carlo Capris di Cigliè - Carlo Antonio Marchisio
- 1676: Felice Leone - Amedeo Lamberti
- 1677: Ludovico Nicolis di Robilant - Bernardino Robesto
- 1678: Francesco Benedicti - Francesco Nomis di Valfenera e Castelletto
- 1679: Bartolomeo Corte Cavagnetto - Pietro Franco - Giò Andrea Marchisio
- 1680: Domenico Cacherano di Mombello - Nicoló Mariano o Marignano
- 1681: Antonio Goveano - Giò Domenico Agliaudo
- 1682: Annibale Faussone - Giulio Cesare Ochis
- 1683: Vittorio Boschetti - Carlo Rolando
- 1684: Carlo Arcore - Ludovico Vernoni
- 1685: Ludovico Nicolis di Robilant - Carlo Antonio Benedicti
- 1686: 1687 Pietro Franco - Bartolomeo Fossa
- 1688: Rocco Rubati - Nicoló Ponte Lombriasco
- 1689: Antonio Provana di Collegno - Melchiorre Martini
- 1690: Giò Battuelli - Alessandro Claretti di Gassino
- 1691: Francesco Nomis di Valfenera e Castelletto - Giò Michele Boccardo
- 1692: Emanuele Goveano - Giò Batt. Trotti
- 1693: Gaspare Silvio Bordini - Annibale Faussone
- 1694: Ludovico Nicolis di Robilant - Bartolomeo Carello
- 1695: Francesco Nomis di Valfenera e Castelletto - Antonio David
- 1696: Giuseppe Capris di Cigliè - Bartolomeo Corte Cavagnetto
- 1697: Sebastiano Mussa - Emanuele Goveano
- 1698: Annibale Faussone - Rocco Rubati
- 1699: Giuseppe Antonio Colomba - Giuseppe Cacherano
- 1700: Giò Francesco Radicati di Passerano - Bartolomeo Carello
- 1701: Giò Batt. Fontanella di Baldissero - Paolo Amedeo Franco
- 1702: Ludovico Maletto - Giò Battuelli
- 1703: Ludovico Maletto - Carlo Piscia o Piccia
- 1704: Domenico Tarino Imperiale - Giuseppe Osellis
- 1705: Emanuele Goveano - Paolo Amedeo Franco
- 1706: Francesco Nomis di Valfenera e Castelletto - Giò Michele Boccardo
- 1707: Francesco Antonio Gazelli di Selve - Paolo Antonio Comune del Piazzo
- 1708: Giò Francesco Radicati di Passerano - Giacomo Filippo Fiando
- 1709-1710: Giuseppe Peracchio del Villar - Marcello Gamba
- 1711: Conte Giuseppe Sansoz  - Giò Batt. Discalzo
- 1712: Ignazio Arcour di S. Didero - Giuseppe Corteis o Costeis
- 1713: Francesco Nomis di Valfenera e Castelletto - Domenico Berlenda
- 1714: Mattia Faussone di Beinasco e Montaldo - Giuseppe Bordini
- 1715: Giacinto Orsini di Rivalta e Orbassano - Giuseppe Robesto
- 1716: Giò Audifredi di Mortigliengo - Giovanni Francesco [Cauda di] Caselette delle Gravere
- 1717: Conte Giuseppe Sansoz - Giò Batt. Fontanella di Baldissero - Giò Michele Boccardo
- 1718: Domenico Falcombello del Melle - Tommaso Bernero
- 1719: Carlo Emanuele Curtetto - Diego Vinea
- 1720-1721: Giacinto Orsini di Rivalta e Orbassano - Orazio Sclarandi Spada delle Maddalene
- 1722: Pietro D'Angennes - Francesco Croce Vassallo
- 1723: Francesco Pastoris-Borgo - Carlo Antonio Benedicti
- 1724: Gio Batt. Ripa Buschetti di Giaglione e Meana - Carlo Carisio
- 1725: Mattia Faussone di Beinasco e Montado - Paolo Blancardi
- 1726: Francesco Romagnano di Virle - Giò Giacomo Planteri
- 1727: Francesco Scarampi di Moncucco e Monale - Giovanni Astesano
- 1728: Orazio Piossasco di Piobesi - Pietro Freylino del Pino
- 1729: Conte Gabaleone di Salmour - Giacomo Tonso
- 1730: Giuseppe Provana di Collegno - Egidio Durando
- 1731: Leopoldo Carretto di Gorzegno - Giacinto Torriglia
- 1732: Mattia Faussone di Beinasco e Montado - Giacomo Antonio Berta
- 1733: Conte Gonteri di Faule - Carlo Ferro
- 1734: Eustachio Malines di Bruino - Agostino Calandra
- 1735: Giò Ettore Frichignono di Castellengo e Ceretto - Giò Perucca della Rochetta
- 1736: Francesco San Martino d'Agliè - Michele Rebuffo di Traves
- 1737: Orazio Piossasco di Piobesi - Francesco Donzel
- 1738: Vespasiano Ripa Buschetto di Giaglione - Carlo Robesti di Cocconito
- 1739: Giuseppe Stefano Colomba - Cesare Alfieri di S. Martino
- 1740: Giuseppe Amoretti d'Osasio - Conte Negri di Montalenghe
- 1741: Conte Claudio Sansoz - Giò Batt. Brunengo
- 1742: Benedetto Alfieri - Filippo Comune del Piazzo Vassallo
- 1743: Michelangelo Robbio di Variglie - Giò Pietro Agliaudo di Tavigliano
- 1744: Paolo Losa di Solbrito - Giuseppe Piovano
- 1745: Ignazio Gazelli di Selve - Giò Angelo Berta Vassallo
- 1746: Mattia Faussone di Beinasco e Montado - Francesco Croce Vassallo
- 1747: Ludovico Morozzo - Francesco Mercandino di Ruffia
- 1748: Carlo Armano di Gros - Tommaso Robesti di Cocconito
- 1749: Gio Batt. Ripa Buschetti di Giaglione e Meana - Baldassarre Pansoya
- 1750: Giuseppe Provana di Collegno - Felice Bertalazone
- 1751: Giuseppe Amico di Castel Alfero - Giuseppe Marchetti - Giò Giacomo Planteri
- 1752: Maurizio Turinetti di Pertengo - Amedeo Astesano
- 1753: Francesco Romagnano di Virle - Giuseppe Piccono Santa Brigida
- 1754: Ignazio Solaro di Moretta - Onorato Fossa
- 1755: Carlo Del Carretto-Tette di Gorzegno - Pietro Giusiana di Primei
- 1756: Annibale Faussone Scaravello - Giò Batt. Belgrano di Famolasco
- 1757: Paolo Losa di Solbrito - Giò Durando di Villa
- 1758: Marc'Antonio Claretti di Gassino - Melchiorre Martin di Monteu
- 1759: Ignazio Ponte di Lombriasco - Giuseppe Grisy della Piè
- 1760: Filippo Nicolis-Buschetti di Frassino - Giusto Gastaldo-Franchino
- 1761: Carlo Piossasco di None - Alessandro Laveserio
- 1762: Giuseppe San Martino della Morra - Giuseppe Buglione di Monale
- 1763: Giuseppe Graneri della Rochia - Francesco Dellala di Beinasco
- 1764: Michelangelo Robbio di Variglie - Vittorio Marchetti
- 1765: Adalberto Pallavicino delle Frabose - Giò Batt. Antonielli
- 1766-1767: Giò Batt. Fontana di Cravanzana - Gioachino Belgrano di Famolasco
- 1768: Francesco Romagnano di Virle - Tommaso Robesti di Cocconito
- 1769: Maurizio Turinetti di Pertengo - Felice Bertalazone
- 1770: Carlo Del Carretto-Tette di Gorzegno - Francesco Donzel
- 1771: Annibale Faussone Scaravello - Melchiorre Martin di Monteu Beccaria
- 1772: Ignazio Ponte di Lombriasco - Pietro Giusiana di Primei
- 1773: Giuseppe Graneri della Rochia - Giusto Gastaldo-Franchino
- 1774: Cesare Radicati di Brozolo - Giuseppe Gay di Quarti
- 1775: Aleramo Provana del Sabbione - Giò Batt. Antonielli
- 1776: Ignazio Rovero di Revello - Carlo Fantoni di Mombello
- 1777: Giuseppe S. Martino d'Agliè - Carlo Crosa
- 1778: Luigi Giovanni Francesco [Cauda di] Caselette delle Gravere - Giò Viarana
- 1779: Gaspare Gastaldo di Trana - Paolo Fabrizio Tonelli - Stefano Tonelli
- 1780-1781: Ignazio Valperga Sanctus di Cuorgnè - Giò Batt. Piovano di Mompantero
- 1782: Agostino Ripa di Meana - Carlo Antonio Sclopis
- 1783: Paolo Porporato di Sampeyre - Antonio Villa
- 1784: Gaspare Valperga di Civrone - Giò Giacomo Ponte
- 1785: Luigi Scarampi del Cairo - Giò Bertolero d'Almese
- 1786: Carlo Tana d'Entracque - Carlo Pansoya
- 1787: Giuseppe Ferraris di Torre d'Isola - Filippo Tonso
- 1788: Carlo Roero di Cortanze - Pietro Borghese
- 1789: Prospero Balbo di Vinadio - Giuseppe Andrea Rignon
- 1790: Alessandro Valperga di Maglione - Pietro Pinchia
- 1791: Cesare Frichignono di Castellengo Ceretto - Antonio Carbone
- 1792-1793: Ercole Cacherano d'Osasco - Giuseppe Vignè di S. Andrè
- 1794: Gian Antonio Turinetti di Priero - Pietro Nizzati di Bojon
- 1795: Filippo Grimaldi del Poggetto - Giovanni Battista Bianco di S. Iorieaux
- 1796: Luigi Birago di Borgaro - Alessandro Sclopis di Salerano
- 1797-1799: Michele Provana del Sabbione - Gaetano Filippone di Romano
- 1800: Paolo Mazzetti di Saluggia - Giovanni Battista Arbaudi

## De1801à1814: lesmaires
- 1801-1805: Ignace Laugier
- 1806-1814: Jean Negro

## De1814à1848: le retour des syndics
- 1814-1815: Paolo Mazzetti di Saluggia - Giovanni Battista Arbaudi
- 1816: Bernardo Ripa di Meana - Giulio Marenco di Moriondo
- 1817: Michele Provana del Sabbione - Zaverio Morelli
- 1818: Agostino Lascaris di Ventimiglia - Giuseppe Cavalli
- 1819: Michele Provana del Sabbione - Luigi Bertalazone di San Fermo
- 1820: Henri Seyssel d'Aix - Giuseppe Sobrero
- 1821: Luigi Coardi Bagnasco di Carpenetto - Gaetano Calliani
- 1822: Giuseppe Provana di Collegno - Giuseppe Adami di Bergolo
- 1823: Domenico Rovero di Piobesi - Giuseppe Gaetano Rignon
- 1824: Carlo Perrone di San Martino - Pietro Gay di Quarti
- 1825: Cesare Romagnano di Virle - Edoardo Tholozan
- 1826-1827: Tancredi Falletti di Barolo - Davide Revelly
- 1828: Giacomo Asinari di Bernezzo - Luigi Francesetti di Hautecourt e Mezzenile
- 1829: Luigi Nomis di Cossilla - Luigi Ricciolio
- 1830-1831: Giuseppe Provana di Collegno - Gerolamo Cravosio
- 1832: Henri Seyssel d'Aix - Ignazio Michelotti
- 1833-1834: Michele Benso de Cavour - Giuseppe Villa
- 1835: Carlo Pallio di Rinco - Luca Martin di San Martino
- 1836: Luigi Mola di Larissé - Ignazio Pansoya
- 1837: Carlo Nicolis di Robilant - Amedeo Chiavarina di Rubiana
- 1838: Carlo Cacherano d'Osasco - Giuseppe Bosco di Ruffino
- 1839: Carlo Ferdinando Galli della Loggia - Luigi Rostagno di Villaretto
- 1840: Giuseppe Pochettini di Serravalle - Ignazio Marchetti Melina
- 1841: Paolo Gazelli di Rossana - Pietro Villanis
- 1842-1843: Antonio Nomis di Pollone - Angelo Borbonese
- 1844: Cesare Romagnano di Virle - Giuseppe Ponte di Pino
- 1845: Giuseppe Pochettini di Serravalle - Giuseppe Bosco di Ruffino
- 1846-1848: Vittorio Colli di Felizzano - Giovanni Nigra

## De1848à1922: les maires nommés et élus
- Luigi de Margherita, 1848 - 1849
- Carlo Pinchia, 1849 - 1850
- Giorgio Bellono, 1850 - 1852
- Giovanni Notta, 1853 - 1860
- Augusto Nomis di Cossilla, 1860 - 1861
- Emanuele Luserna di Rorà, 1862 - 1865
- Giovanni Filippo Galvagno, 1866 - 1869
- Cesare Valperga di Masino, 1869 - 1870
- Felice Rignon, 1870 - 1877
- Luigi Ferraris, 1878 - 1882
- Ernesto Balbo Bertone di Sambuy, 1883 - 1886
- Melchiorre Voli, 1887 - 1894
- Felice Rignon, 1895 - 1896
- Felice Rignon, 1896 - 1898
- Severino Casana, 1898 - 1902
- Alfonso Badini Confalonieri, 1902 - 1903
- Secondo Frola, 1903 - 1909
- Teofilo Rossi, 1909 - 1917
- Leopoldo Usseglio, 1917 - 1917
- Secondo Frola, 1917 - 1919
- Filiberto Olgiati, Commissaire, 1919 - 1920
- Riccardo Cattaneo, 1920 - 1923

## De1923à1945: les podestats fascistes
- Lorenzo La Via di Sant'Agrippina, Commissaire, 1923 - 1925
- Donato Etna, Commissaire, 1925 - 1926
- Luigi Balbo Bertone di Sambuy, Commissaire, 1926 - 1928
- Umberto Ricci, Commissaire, 1928 - 1929
- Paolo Ignazio Maria Thaon di Revel (it), Podestat, 1929 - 1935
- Ugo Sartirana, Podestat, 1935 - 1938
- Cesare Giovara, Podestat, 1938 - 1939
- Matteo Bonino, Podestat, 1939 - 1943
- Bruno Villabruna, Podestat nommé par Badoglio, 1943 - 1943
- Matteo Bonino, Commissario prefettizio, 1943 - 1944
- Michele Fassio, Podestat, 1944 - 1945

## Les maires de Turin de1945à1993
- Giovanni Roveda (Partito Comunista Italiano) : 1945 - 1946
- Celeste Negarville (Partito Comunista Italiano) : 1946 - 1948
- Domenico Coggiola (Partito Comunista Italiano) : 1948 - 1951
- Amedeo Peyron (Democrazia Cristiana) : 1951 - 1962
- Giovanni Carlo Anselmetti (Democrazia Cristiana) : 1962 - 1964
- Luciano Jona (Partito Liberale Italiano) : 1964 - 1965
- Giuseppe Grosso (Democrazia Cristiana) : 1965 - 1968
- Andrea Guglielminetti (Democrazia Cristiana) : 1968 - 1970
- Giovanni Porcellana (Democrazia Cristiana) : 1970 - 1973
- Guido Secreto (Partito Socialista Italiano) : 1973 - 1973
- Giovanni Picco (Democrazia Cristiana) : 1973 - 1975
- Diego Novelli (Partito Comunista Italiano) : 1975 - 1985
- Giorgio Cardetti (Partito Socialista Italiano) : 1985 - 1987
- Maria Magnani Noya (Partito Socialista Italiano) : 1987 - 1990
- Valerio Zanone (Partito Liberale Italiano) : 1990 - 1991
- Giovanna Cattaneo Incisa (Partito Repubblicano Italiano) : 1992 - 1992
- Riccardo Malpica, Commissario Prefettizio (1992 - 1993)

## L'élection directe: de1993à aujourd'hui
- Valentino Castellani (sans étiquette de centre gauche) : 1993 - 2001
- Sergio Chiamparino (Democratici di Sinistra, puis Partito Democratico) : 2001 - 2011
- Piero Fassino (Partito Democratico) : 2011 - 2016
- Chiara Appendino (Mouvement 5 étoiles) : 2016 - 2021
- Stefano Lo Russo : depuis 2021